# Droga wojewódzka 924
Die Droga wojewódzka 924 (DW924) ist eine 23 Kilometer lange Droga wojewódzka (Woiwodschaftsstraße) in der Woiwodschaft Schlesien in Polen. Die Strecke in den Powiaten Gliwicki und Rybnicki sowie der kreisfreien Stadt Żory (Sohrau) verbindet vier weitere Woiwodschaftsstraßen. Ihr heutiger Endpunkt stellte früher den Anschluss an die Landesstraße DK81 dar.
Die DW924 verläuft in annähernd südsüdöstlicher Richtung.

## Streckenverlauf
Woiwodschaft Schlesien, Powiat Gliwicki
-  Kuźnia Nieborowska (DW921)
- Krywałd
- Szczglowice

Woiwodschaft Schlesien, Powiat Rybnicki
- Czuchów
- Dębieńsko (BHF)
-  Brücke über Bahnstrecke Katowice Ligota–Nędza
-  Brücke über Birawka
-  Czerwionka-Leszczyny
-  Stanowice (DW925)
-  Brücke über A1
- Szczejkowice (BHF)
-  Brücke über Bahnstrecke Pszczyna–Rybnik

Woiwodschaft Schlesien, kreisfreie Stadt
-  Żory (DW935)
-  Żory (DW935)
-  Żory (DW932 zur DK81)